# Ocellé de Gross
Pseudochazara cingovskii
Espèce
Statut de conservation UICN

 CR B1ab(iii,v)+2ab(iii,v) : 
En danger critique
L’Ocellé de Gross ou Ocellé macédonien (Pseudochazara cingovskii) est une espèce de lépidoptères (papillons) de la famille des Nymphalidae, de la sous-famille des Satyrinae et du genre Pseudochazara.

## Dénomination
Pseudochazara cingovskii a été nommé par Franz Josef Gross en 1973.
Synonymes :Hipparchia cingovskii ; [Otakar Kudrna];
Le statut d'espèces distinctes pour Pseudochazara cingovskii et Pseudochazara mniszechii tisiphone est encore en cours d'étude.

### Noms vernaculaires
L'Ocellé de Gross se nomme Macedonian Grayling en anglais,.

## Description
L'Ocellé pindique est un papillon marron avec une large bande postdiscale ocre jaune marquée de nervures foncées et ses ailes sont bordées d'une frange entrecoupée. L'aile antérieure, porte deux ocelles foncés pupillés de blanc dont un à l'apex et deux points postdiscaux blancs en e3 et e4.
Le revers, beige à gris clair, présente les mêmes deux ocelles et les deux taches blanches aux antérieures sur une bande ivoire.

## Biologie

### Période de vol et hivernation
Il vole en une génération, de fin juillet à mi-août.

### Plantes hôtes
Les plantes hôtes sont des graminées, Poa annua, Poa pratensis.

## Écologie et distribution
L'Ocellé de Gross est uniquement présent en Macédoine du Nord au sud de Skopje,.

### Biotope
Il réside sur des roches calcaires sèches.

### Protection
L'ocellé macédonien a le statut d'espèce en danger critique (CR) inscrit sur la liste rouge européenne.